# Tropidophorus brookei
Tropidophorus brookei är en ödleart som beskrevs av  Gray 1845. Tropidophorus brookei ingår i släktet Tropidophorus och familjen skinkar. Inga underarter finns listade i Catalogue of Life.